# Шуринов, Пётр Николаевич
Пётр Николаевич Шуринов (21 декабря 1780 (1 января 1781) — 1842) — герой Отечественной войны 1812 года; внук А. Д. Шуринова.

## Биография
Происходил из дворян Елецкого уезда Орловской, а затем Воронежской губернии; родился в семье обедневшего дворянина Николая Андреевича Шуринова в деревне Локтево Засосенского стана (в 5 км от современного Задонска).
Службу начал унтер-офицером в Воронежском гарнизонном батальоне 3 августа 1799 года. Через три года, 14 июня 1802 года, он был переведен в Екатеринославский гренадерский полк; участвовал в сражениях русской армии в составе союзнических войск против армий Наполеона в 1805—1807 годах. В сражении при Фридланде 2 июня 1807 года был ранен: за отличие был награждён орденом Св. Анны. Войну в 1812 году он начал в звании капитана. В бородинском сражении участвовал в составе 1-го и 3-го батальонов полка под командованием полковника Е. К. Криштафовича, входивших в 1-ю гренадерскую дивизию под командованием генерал-майора графа П. А. Строганова — на левом фланге в районе деревни Утицы и старой Смоленской дороги; по окончании сражения был награждён (единственный в полку) Золотой шпагой с надписью «за храбрость». После оставления Москвы, 6 октября 1812 года участвовал в бою при Тарутине; 10–11 октября — в сражении под Малоярославцем; 5–6 ноября — под Красным. С 1 января 1813 года принимал участие в освобождении Европы: 9 мая 1813 года участвовал в сражении при Бауцене и за отличие был произведён в майоры; 15–16 августа — в сражение при Дрездене; 17–18 августа – в сражении при селении Кульме, где «ранен пулею в голову около левого виска» — за отличие награждён орденом Св. Владимира 4-й степени. Уже вскоре, 3-6 октября участвовал в битве народов при Лейпциге. С 20 декабря 1813 года участвовал в сражениях во Франции: 2-3 февраля отличился в сражении при городе Монмирае и был награждён орденом Св. Анны 2-й степени; за отличие при взятии Парижа награждён орденом Св. Анны 2-й степени, украшенном алмазами. Уволен в отставку 17 июля 1815 года «подполковником с мундиром и пенсионом полного жалованья».
В 1825 году Пётр Николаевич Шуринов был направлен на службу городничим в уездный город Шацк Рязанской губернии, а в 1827 году переведён в Скопин той же губернии. В 1834 году он был управляющим Скопинской военно-коннозаводской волости.

## Семья
Женился Пётр Николаевич Шуринов в начале 1811 года на Юзефе Антоновне Жабокрицкой, которая приняла православие и стала называться Марией Антоновной. 2 января 1812 года родилась дочь Наталья. К моменту отставки отец Николай Андреевич Шуринов умер; по разделу отцовского и дедовского имений, брату Ивану досталось дедовское поместье в деревне Селище Пошехонского уезда (впоследствии, — Мологский уезд Ярославской губернии), а Пётр с матерью, сёстрами и своей семьёй остались в родовой деревне Локтевой (в последующем сёстры вышли замуж и жили отдельно). 24 ноября 1815 года родился старший сын Александр (закончил московский университет и служил советником в Воронежском губернском правлении); затем родились ещё два сына: Николай — 11 марта 1823 года и Михаил — 8 января 1827 года. В 1830 (?) году родилась ещё одна дочь — Елизавета.